# Sabah IV al-Ahmad al-Jabir Al Sabah
Sabāḥ al-Aḥmad al-Jāber Āl Ṣabāḥ (in arabo صباح الأحمد الجابر آل صباح‎?; Al Kuwait, 16 giugno 1929 – Rochester, 29 settembre 2020) è stato l'emiro del Kuwait dal 2006 al 2020.

## Biografia

### I primi anni
Ṣabāḥ ricevette la propria prima educazione alla scuola di al-Mubārakiyya durante gli anni trenta e completò poi i propri studi con tutori. Sotto il governo del suo fratellastro Jabir III al-Ahmad al-Jabir Al Sabah, venne nominato primo ministro nel luglio del 2003, rimpiazzando il principe ereditario Sa'd I al-'Abd Allah al-Salim Al Sabah. Negli anni precedenti era stato per 40 anni ministro degli Esteri dal 1963 al 2003, creando così uno dei più lunghi servizi ministeriali al mondo.

### La crisi dinastica del gennaio 2006

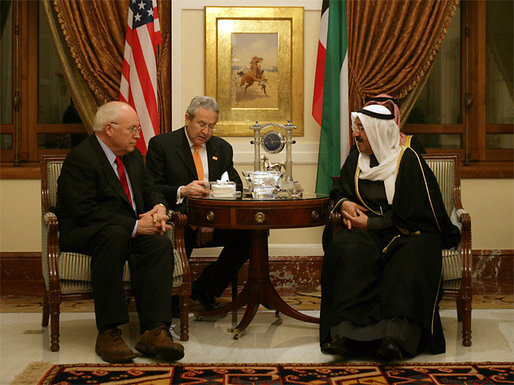
Il vicepresidente statunitense Dick Cheney incontra il Primo ministro Ṣabāḥ al-Ahmed al-Jabir Al Ṣabāḥ per porgergli le condoglianze per la morte dell'emiro nel 2006.

Il 15 gennaio 2006 l'emiro Jābir morì e gli succedette Saʿd, che era stato nominato principe ereditario del Kuwait. Con l'ascesa di Saʿd, Ṣabāḥ divenne il nuovo principe ereditario pur mantenendo le proprie funzioni di primo ministro. Ad ogni modo, la costituzione prevede che il nuovo emiro tenga un discorso al parlamento nella sua prima seduta; il nuovo emiro, gravato da forti sofferenze, non fu in grado di parlare. Dopo numerose problematiche, lo sceicco Saʿd decise di abdicare alla carica di emiro del Kuwait il 23 gennaio 2006 a causa della propria malattia e Ṣabāḥ venne prescelto quale suo successore. Il 24 gennaio 2006 il parlamento kuwaitiano votò per questo emendamento poco prima che la lettera ufficiale venisse pubblicata dall'emiro. Il nuovo emiro tenne il proprio discorso al parlamento il 29 gennaio 2006 rompendo ogni indugio su una possibile crisi di successione.

### Crisi di governo del marzo 2008
Ṣabāḥ ha disciolto il parlamento del Kuwait il 19 marzo 2008 e ha richiesto delle nuove elezioni nel paese entrando in contrasto con il governo.

## Vita privata
L'emiro era un amante della pesca e frequentemente si recava in Oman (a Salalah, nel governatorato del Dhofar), dove aveva acquistato una piccola isola allo scopo di praticare questo sport. Ṣabāḥ amava inoltre la caccia, che praticava in Somalia.
Durante il Campionato mondiale di calcio 1982, nell'occasione dell'incontro fra Francia e Kuwait l'emiro si rese protagonista di un fatto che fece molto discutere: la formazione transalpina segnò la rete del 4-1 con i giocatori della formazione mediorientale fermi poiché convinti di aver sentito un fischio dell'arbitro, in realtà proveniente dalle tribune, per un ipotetico fuorigioco. Sabah entrò quindi in campo minacciando l'arbitro di ritirare la squadra dal torneo e quest'ultimo annullò la rete.

## Albero genealogico
|                                     |   |                               | Genitori                         |  |  | Nonni |  |  | Bisnonni         |  |  | Trisnonni         |  |
|                                     |   |                               |                                  |  |  |       |  |  | Mubarak Al Sabah |  |  | Sabah II Al Sabah |  |
|                                     |   |                               |                                  |  |  |       |  |  | Mubarak Al Sabah |  |  | Sabah II Al Sabah |  |
|                                     |   | Lulwa bint Muhammad Al Thaqib |                                  |  |  |       |  |  | Mubarak Al Sabah |  |  |                   |  |
| Jabir II Al Sabah                   |   |                               |                                  |  |  |       |  |  | Mubarak Al Sabah |  |  |                   |  |
|                                     |   | Shekha bint Duaij Al Sabah    | Duaij bin Jabir Al-'Ali Al Sabah |  |  |       |  |  |                  |  |  |                   |  |
|                                     |   | Shekha bint Duaij Al Sabah    | Duaij bin Jabir Al-'Ali Al Sabah |  |  |       |  |  |                  |  |  |                   |  |
|                                     |   | Shekha bint Duaij Al Sabah    | Asma bint Salman Al Sabah        |  |  |       |  |  |                  |  |  |                   |  |
| Ahmad I al-Jabir Al Sabah           |   | Shekha bint Duaij Al Sabah    |                                  |  |  |       |  |  |                  |  |  |                   |  |
|                                     |   | Abdullah II Al Sabah          | Sabah II Al Sabah *              |  |  |       |  |  |                  |  |  |                   |  |
|                                     |   | Abdullah II Al Sabah          | Sabah II Al Sabah *              |  |  |       |  |  |                  |  |  |                   |  |
|                                     |   | Abdullah II Al Sabah          | Fatma bint Salim Al Jarrah       |  |  |       |  |  |                  |  |  |                   |  |
| Shekha bint Abdullah II Al Sabah    |   | Abdullah II Al Sabah          |                                  |  |  |       |  |  |                  |  |  |                   |  |
|                                     |   | Latifa bint Jasim             | Jasim bin Sulaiman               |  |  |       |  |  |                  |  |  |                   |  |
|                                     |   | Latifa bint Jasim             | Jasim bin Sulaiman               |  |  |       |  |  |                  |  |  |                   |  |
|                                     |   | Latifa bint Jasim             | …                                |  |  |       |  |  |                  |  |  |                   |  |
| Sabah IV al-Ahmad al-Jabir Al Sabah |   | Latifa bint Jasim             |                                  |  |  |       |  |  |                  |  |  |                   |  |
|                                     | … | …                             |                                  |  |  |       |  |  |                  |  |  |                   |  |
|                                     | … | …                             |                                  |  |  |       |  |  |                  |  |  |                   |  |
|                                     | … | …                             |                                  |  |  |       |  |  |                  |  |  |                   |  |
| …                                   | … |                               |                                  |  |  |       |  |  |                  |  |  |                   |  |
|                                     |   | …                             | …                                |  |  |       |  |  |                  |  |  |                   |  |
|                                     |   | …                             | …                                |  |  |       |  |  |                  |  |  |                   |  |
|                                     |   | …                             | …                                |  |  |       |  |  |                  |  |  |                   |  |
| Munira Al Ayyar                     |   | …                             |                                  |  |  |       |  |  |                  |  |  |                   |  |
|                                     |   | …                             | …                                |  |  |       |  |  |                  |  |  |                   |  |
|                                     |   | …                             | …                                |  |  |       |  |  |                  |  |  |                   |  |
|                                     |   | …                             | …                                |  |  |       |  |  |                  |  |  |                   |  |
| …                                   |   | …                             |                                  |  |  |       |  |  |                  |  |  |                   |  |
|                                     |   | …                             | …                                |  |  |       |  |  |                  |  |  |                   |  |
|                                     |   | …                             | …                                |  |  |       |  |  |                  |  |  |                   |  |
|                                     |   | …                             | …                                |  |  |       |  |  |                  |  |  |                   |  |
|                                     |   | …                             |                                  |  |  |       |  |  |                  |  |  |                   |  |